# 莫斯季 (戈羅德尼亞區)
52°5′20″N 31°21′46″E / 52.08889°N 31.36278°E
莫斯季（烏克蘭語：Мости），是烏克蘭北部的村莊，隸屬切爾尼希夫州的切爾尼希夫區。該村始建於1924年，面積0.25平方公里，海拔高度155米，2001年人口13，人口密度每平方公里52人。